# Eizō Kenmotsu
Eizō Kenmotsu (jap. 監物 永三, Kenmotsu Eizō; * 13. Februar 1948 in der Präfektur Okayama) ist ein ehemaliger japanischer Kunstturner. Er war siebenfacher Weltmeister und dreifacher Olympiasieger.

## Olympische Spiele
Kenmotsu gewann mit der japanischen Turnmannschaft an drei aneinanderfolgenden Olympischen Spielen die Goldmedaille im Mannschaftsmehrkampf. 1968 in Mexiko-Stadt war er in allen acht Turnwettbewerben unter den ersten Sieben. Am Reck holte er die Bronzemedaille. Vier Jahre später bei den Spielen in München konnte er sich in allen acht Wettkämpfen unter den ersten Fünf klassieren. Im Einzelmehrkampf wurde er Zweiter, am Barren und am Seitpferd jeweils Dritter. In Montreal bei den Olympischen Sommerspielen 1976 holte er auch in den Einzelwettbewerben nochmals zwei Medaillen. Er gewann Silber am Seitpferd und am Reck. 

## Weltmeisterschaften
Bei den Turn-Weltmeisterschaften 1970 in Ljubljana war er nach seinem Landsmann Akinori Nakayama der zweiterfolgreichste Athlet. Neben der Goldmedaille im Mannschaftsmehrkampf konnte er fünf Medaillen in Einzelwettkämpfen erringen: Gold im Einzelmehrkampf und am Reck und Silber am Boden, am Barren und am Pauschenpferd. 
1974 in Warna gewann Japan wiederum den Mannschaftsmehrkampf. Kenmotsu gewann zudem eine Goldmedaille am Barren und drei Bronzemedaillen im Einzelmehrkampf, am Reck und am Pauschenpferd.
In Straßburg bei den Turn-Weltmeisterschaften 1978 siegte er abermals am Barren und wurde Zweiter im Einzelmehrkampf. Der Mannschaftsmehrkampf wurde wieder von Japan dominiert. Seine letzte Medaille an Weltmeisterschaften holte er 1979 in Fort Worth, wo Japan die Silbermedaille im Mannschaftsmehrkampf holte. 
2006 wurde Kenmotsu in die International Gymnastics Hall of Fame aufgenommen.